# Ono Yōko
Ono Yōko (Nhật: オノ・ヨーコ ban đầu viết theo Kanji: 小野 洋子, sinh ngày 18 tháng 2 năm 1933) là một nghệ sĩ đa phương hóa, ca sĩ, nhạc sĩ và nhà hoạt động hòa bình người Nhật Bản. Công việc của bà cũng bao gồm nghệ thuật trình diễn, mà cô thực hiện bằng cả tiếng Anh và tiếng Nhật khi làm phim. Bà đã kết hôn với ca sĩ kiêm nhạc sĩ người Anh John Lennon của The Beatles từ năm 1969 cho đến khi Lennon bị giết năm 1980.
Ono lớn lên ở Tokyo và cũng đã sống vài năm ở thành phố New York. Bà học tại Đại học Gakushuin, nhưng đã rút khỏi khóa học sau hai năm và chuyển đến New York vào năm 1953 để sống cùng gia đình. Bà đã dành một chút thời gian tại Sarah Lawrence College và sau đó tham gia vào cảnh vệ nghệ sĩ trung tâm thành phố New York, bao gồm nhóm Fluxus. Với màn trình diễn Bed-Ins vì Hòa bình ở Amsterdam và Montreal vào năm 1969, Ono và Lennon đã có tuần trăng mật của mình tại khách sạn Hilton Amsterdam như một sân khấu cho các cuộc biểu tình công khai chống chiến tranh Việt Nam. Các chủ đề nữ quyền trong âm nhạc của bà đã ảnh hưởng đến các nhạc sĩ đa dạng như B-52 và Meredith Monk. Ono đã đạt được sự hoan nghênh về mặt thương mại và phê bình vào năm 1980 với album đứng đầu bảng xếp hạng Double Fantasy, một sự hợp tác với Lennon được phát hành ba tuần trước khi ông bị giết.
Sự đánh giá cao của công chúng về công việc của Ono đã thay đổi theo thời gian và được giúp đỡ bằng cách hồi cứu tại một chi nhánh của Bảo tàng Whitney vào năm 1989 và bản phát hành năm 1992 của hộp sáu đĩa được đặt trên Onobox. Các tác phẩm nghệ thuật hồi tưởng của cô cũng đã được trình bày tại Hiệp hội Nhật Bản tại thành phố New York năm 2001, tại Bielefeld, Đức và Vương quốc Anh năm 2008, Frankfurt, và Bilbao, Tây Ban Nha, năm 2013 và Bảo tàng nghệ thuật hiện đại ở New Thành phố York năm 2015. Cô đã nhận được giải thưởng Sư tử vàng cho thành tựu trọn đời từ Venice Biennale năm 2009 và Giải thưởng Oskar Kokoschka 2012, giải thưởng cao nhất của Áo cho nghệ thuật đương đại ứng dụng.
Là góa phụ của Lennon, Ono làm việc để bảo vệ di sản của ông. Bà đã tài trợ cho đài tưởng niệm Cánh đồng Dâu tây ở Công viên Trung tâm Manhattan, Tháp Hòa bình Tưởng tượng ở Iceland và Bảo tàng John Lennon ở Saitama, Nhật Bản (đóng cửa năm 2010). Bà đã có những đóng góp từ thiện đáng kể cho nghệ thuật, hòa bình, cứu trợ thảm họa Philippines và Nhật Bản. Năm 2012, Ono đã nhận được Giải thưởng Nhân quyền của Tiến sĩ Rainer Hildebrandt. Giải thưởng được trao hàng năm để ghi nhận cam kết phi thường, bất bạo động đối với quyền con người. Ono tiếp tục hoạt động xã hội của mình khi cô khai mạc một giải thưởng với số tiền 50.000 đô la giải Hòa Bình LennonOno hai năm một lần vào năm 2002. Bà cũng đồng sáng lập nhóm Nghệ sĩ chống lại Fracking vào năm 2012.
Ono kết hôn bốn lần với ba người khác nhau. Cô kết hôn với nhà soạn nhạc Nhật Bản Toshi Ichiyanagi từ năm 1956 cho đến khi họ ly dị vào năm 1962. Cuộc hôn nhân của cô với nhà sản xuất Anthony Cox kéo dài từ năm 1962 đến năm 1968, với một thời gian gián đoạn ngắn vào năm 1963. Năm 1969, bà kết hôn với John Lennon, người mà cô đã gặp vào năm 1966 tại phòng triển lãm nghệ thuật của riêng mình ở London. Bà có một cô con gái, Kyoko Chan Cox, từ cuộc hôn nhân của cô với Anthony Cox và một cậu con trai, Sean Taro Ono Lennon, từ cuộc hôn nhân của bà với Lennon.

## Tuổi thơ và gia đình
Ono sinh ngày 18 tháng 2 năm 1933 tại thành phố Tokyo, mẹ là Ono Isoko (小野 磯子) và bố là Ono Eisuke (小野 英輔), một chủ ngân hàng giàu có và là nghệ sĩ piano cổ điển. Ông ngoại của Isoko, Yasuda Zenjirō (安田 善次郎) là một nhánh của tộc Yasuda và là zaibatsu. Eisuke đến từ một hàng dài các học giả chiến binh samurai.
Hai tuần trước khi sinh Ono, Eisuke đã được chuyển đến San Francisco do chủ nhân của mình, Ngân hàng Yokohama Specie. Phần còn lại của gia đình theo sau ngay sau đó, với Ono gặp cha cô khi cô hai tuổi. Em trai cô, Keisuke, sinh vào tháng 12 năm 1936. Ono được ghi danh vào các bài học piano từ năm 4. Năm 1937, gia đình được chuyển trở lại Nhật Bản và Ono đăng ký học tại trường ưu tú Gakush Tokyoin của Tokyo (còn được gọi là Trường ngang hàng), một trong những trường độc quyền nhất ở Nhật Bản.
Gia đình chuyển đến thành phố New York vào năm 1940. Năm sau, Eisuke được chuyển từ thành phố New York đến Hà Nội và gia đình trở về Nhật Bản. Ono được ghi danh vào Keimei Gakuen, một trường tiểu học Kitô giáo độc quyền được điều hành bởi gia đình Mitsui. Cô ở lại Tokyo trong suốt Thế chiến II và vụ đánh bom lớn vào ngày 9 tháng 3 năm 1945, trong thời gian đó cô được các thành viên khác trong gia đình trú ẩn trong một hầm ngầm đặc biệt ở quận Azabu của Tokyo, tránh xa vụ đánh bom nặng nề. Ono sau đó đã đến khu nghỉ mát trên núi Karuizawa cùng với các thành viên trong gia đình cô. Chết đói đang lan tràn trong sự hủy diệt sau vụ đánh bom ở Tokyo; gia đình Ono bị buộc phải xin thức ăn trong khi kéo đồ đạc của họ với họ trên xe cút kít. Ono cho biết chính trong giai đoạn này trong cuộc đời, cô đã phát triển thái độ "hung hăng" và hiểu biết về tình trạng "người ngoài cuộc". Những câu chuyện khác kể về mẹ cô mang một số lượng lớn hàng hóa theo họ về nông thôn, nơi họ được trao đổi thực phẩm. Trong một giai thoại, mẹ cô đã đổi một chiếc máy may do Đức sản xuất với giá 60 kilôgam (130 lb)  gạo để nuôi gia đình. Trong thời gian này, cha của Ono, người đã ở Hà Nội, được cho là đang ở trong một trại tù binh chiến tranh ở Trung Quốc. Tuy nhiên, không biết gì về họ, anh vẫn ở lại thành phố. Ono nói với Amy Goodman của báo Democracy Now! vào ngày 16 tháng 10 năm 2007, rằng "Ông ấy ở Đông Dương thuộc Pháp, thực ra là Việt Nam.... ở Sài Gòn. Ông ấy ở trong một trại tập trung."
Đến tháng 4 năm 1946, Gakushuin được mở cửa trở lại và Ono đăng ký lại. Ngôi trường nằm gần Cung điện Hoàng gia Tokyo, không bị thiệt hại bởi chiến tranh và Ono nhận ra mình là bạn học của Thân vương Akihito, Thiên hoàng tương lai của Nhật Bản. Cô tốt nghiệp năm 1951 và được nhận vào chương trình triết học của Đại học Gakushuin với tư cách là người phụ nữ đầu tiên vào khoa. Tuy nhiên, cô đã rời trường sau hai học kỳ.

## Thành phố New York

### Bắt đầu học đại học và trung tâm thành phố
Sau khi chiến tranh kết thúc vào năm 1945, Ono vẫn ở Nhật Bản khi cô gia đình chuyển đến Hoa Kỳ và định cư tại Scarsdale, New York, một thị trấn giàu có 25 dặm về phía bắc của trung tâm Manhattan. Khi Ono sau đó gia nhập gia đình, cô đăng ký học tại trường Sarah Lawrence gần đó. Cha mẹ của Ono đã chấp thuận lựa chọn đại học của cô nhưng cô nói rằng họ không chấp nhận lối sống của cô và đã trừng phạt cô vì làm bạn với những người mà họ cảm thấy ở bên dưới cô.
Mặc dù cha mẹ cô không tán thành, Ono thích gặp gỡ các nghệ sĩ, nhà thơ và những người khác đại diện cho lối sống phóng túng mà cô khao khát. Cô đã đến thăm phòng trưng bày và nghệ thuật diễn biến trong thành phố; điều này đã thôi thúc cô ấy muốn thể hiện công khai những nỗ lực nghệ thuật của chính mình. Mỹ avant-garde nghệ sĩ, nhà soạn nhạc, nhạc sĩ và La Monte trẻ là cô ấy tiếp xúc đầu tiên quan trọng trong thế giới nghệ thuật New York; ông đã giúp Ono bắt đầu sự nghiệp của mình bằng cách sử dụng gác xép Chambers Street của cô ở Tribeca làm không gian biểu diễn. Sau khi Ono đốt một bức tranh trong một buổi biểu diễn, cố vấn của cô là John Cage khuyên cô nên xử lý giấy với chất chống cháy.

### Trở về Nhật Bản, sự nghiệp sớm và làm mẹ
Năm 1956, Ono rời trường đại học để trốn đi với nhà soạn nhạc Nhật Bản Toshi Ichiyanagi, một ngôi sao trong cộng đồng thử nghiệm của Tokyo. Sau khi sống ly thân được vài năm, họ đệ đơn ly hôn vào năm 1962. Ono trở về nhà sống với bố mẹ và bị trầm cảm lâm sàng khi cô được đưa vào viện tâm thần Nhật Bản trong một thời gian ngắn.
Cuối năm đó, vào ngày 28 tháng 11 năm 1962, Ono kết hôn với Anthony Cox, một nhạc sĩ nhạc jazz người Mỹ, nhà sản xuất phim và nhà quảng bá nghệ thuật, người đã đảm bảo cho việc phát hành của cô khỏi tổ chức. Cuộc hôn nhân thứ hai của Ono bị hủy bỏ vào ngày 1 tháng 3 năm 1963, vì cô đã bỏ bê việc hoàn tất việc ly hôn với Ichiyanagi. Sau khi hoàn tất vụ ly hôn đó, Cox và Ono kết hôn lần nữa vào ngày 6 tháng 6 năm 1963. Cô sinh con gái Kyoko Chan Cox hai tháng sau đó vào ngày 8 tháng 8 năm 1963.
Cuộc hôn nhân nhanh chóng tan vỡ, nhưng Cox và cô vẫn ở bên nhau vì sự nghiệp chung. Họ đã biểu diễn tại Sogetsu Hall của Tokyo, với Ono nằm trên cây đàn piano do John Cage chơi. Chẳng mấy chốc, cặp đôi trở về New York cùng Kyoko. Trong những năm đầu của cuộc hôn nhân, Ono đã bỏ phần lớn việc nuôi dạy con của Kyoko cho Cox trong khi cô theo đuổi nghệ thuật toàn thời gian của mình, với Cox cũng quản lý việc công khai của cô.
Ono và Cox đã ly dị vào ngày 2 tháng 2 năm 1969 và cô kết hôn với John Lennon vào cuối năm đó. Giữa trận chiến giành quyền nuôi con năm 1971, Cox biến mất cùng với cô con gái tám tuổi của họ. Anh ta giành được quyền nuôi con sau khi tuyên bố thành công rằng Ono là một người mẹ không phù hợp do sử dụng ma túy. Chồng cũ của Ono đã đổi tên của Kyoko thành "Ruth Holman" và sau đó nuôi dạy cô gái trong một tổ chức được gọi là Nhà thờ Lời sống (hay " Lối đi"). Ono và Lennon đã tìm kiếm Kyoko trong nhiều năm, nhưng không có kết quả. Cuối cùng cô đã gặp lại Kyoko nhiều năm sau đó vào năm 1998.

## John Lennon

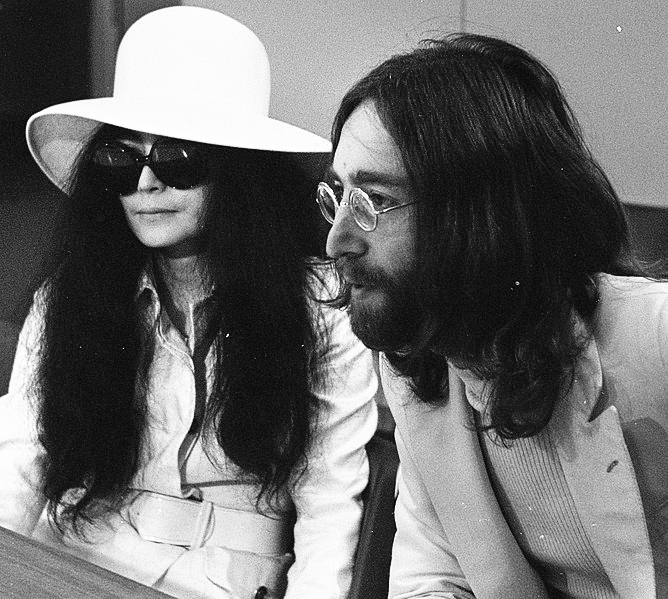
Yoko Ono và John Lennon khi họ đã kết hôn, vào tháng 3 năm 1969

Fluxus, một hiệp hội lỏng lẻo của các nghệ sĩ tiên phong Dada đã phát triển vào đầu những năm 1960, hoạt động ở New York và Châu Âu. Ono thăm London để gặp gỡ nghệ sĩ và nhà hoạt động chính trị Gustav Metzger trong Nghệ thuật Hội nghị chuyên đề vào tháng năm 1966, với danh nghĩa là nữ nghệ sĩ duy nhất được lựa chọn để thực hiện các sự kiện của riêng mình và chỉ một trong hai nữ nghệ sĩ được mời đến nói chuyện.
Lần tiếp xúc đầu tiên của cô với một thành viên của The Beatles là khi cô đến thăm Paul McCartney tại nhà của anh ta ở London, với hy vọng có được bản thảo bài hát Lennonlahoma McCartney cho một cuốn sách mà John Cage đang làm, Notations. McCartney từ chối đưa cho cô bất kỳ bản thảo nào của mình nhưng cho rằng Lennon có thể bắt buộc. Lennon sau đó đã tặng Ono lời bài hát viết tay ban đầu cho " The Word ".
Ono và Lennon gặp nhau lần đầu vào ngày 9 tháng 11 năm 1966 tại Phòng trưng bày Indica ở London, nơi cô đang chuẩn bị triển lãm nghệ thuật ý tưởng của mình và chúng được giới thiệu bởi chủ sở hữu phòng trưng bày John Dunbar. Lennon ban đầu không ấn tượng với những vật trưng bày mà anh nhìn thấy, bao gồm một túi đinh đắt tiền, nhưng một mảnh, Tranh trần / Tranh có một cái thang với một chiếc kính ở trên đỉnh. Khi anh ta leo lên thang, Lennon cảm thấy hơi ngốc nghếch, nhưng anh ta nhìn qua ống kính và thấy từ "YES" mà anh ta nói có nghĩa là anh ta không đi ra ngoài, vì câu này là tích cực, trong khi hầu hết các khái niệm nghệ thuật anh ta gặp là "chống lại" mọi điều.
Lennon cũng bị thu hút bởi Ono Hammer a Nail. Người xem đóng đinh vào một tấm gỗ, tạo ra tác phẩm nghệ thuật. Mặc dù triển lãm chưa mở, Lennon muốn đóng đinh vào tấm ván sạch, nhưng Ono đã ngăn anh ta lại. Dunbar hỏi cô: "Anh không biết đây là ai à? Anh ấy là một triệu phú! Anh ấy có thể mua nó. " Ono được cho là đã không nghe nói gì về The Beatles, nhưng dựa vào điều kiện Lennon trả cho cô năm shilling, và Lennon đã trả lời: "Tôi sẽ đưa cho bạn năm shilling tưởng tượng và đóng đinh vào một chiếc đinh tưởng tượng."
Trong một cuộc phỏng vấn năm 2002, cô nói: "Tôi rất bị anh ta thu hút. Đó là một tình huống thực sự kỳ lạ." Hai người bắt đầu thư từ với nhau và vào tháng 9 năm 1967, Lennon tài trợ cho buổi trình diễn solo của Ono tại Phòng trưng bày Lisson ở London. Khi vợ của Lennon, Cynthia yêu cầu giải thích lý do tại sao Ono gọi điện thoại cho họ ở nhà, anh ta nói với Cynthia rằng Ono chỉ cố gắng kiếm tiền cho "trò nhảm nhí" của cô.
Đầu năm 1968, trong khi nhóm The Beatles đang đến thăm Ấn Độ, Lennon đã viết bài hát "Julia" và có một tài liệu tham khảo về Ono: "Đứa trẻ đại dương gọi tôi", đề cập đến bản dịch chính tả tiếng Nhật của Yoko. Tháng 5/1968, khi vợ đang đi nghỉ ở Hy Lạp, Lennon đã mời Ono đến thăm. Họ đã dành cả đêm để thu âm những gì sẽ trở thành album Two Virgins, sau đó, anh nói, họ "làm tình vào lúc bình minh". Khi vợ của Lennon trở về nhà, cô thấy Ono mặc áo choàng tắm của mình và uống trà với Lennon, và Lennon đơn giản nói: "Ồ, xin chào."
Vào ngày 24 và 25 tháng 9 năm 1968, Lennon đã viết và ghi lại "Happiness Is a Warm Gun", có chứa các ám chỉ liên quan đến tình dục với Ono. Ono mang thai, nhưng cô bị sảy thai khi phát hiện đó là một đứa con trai vào ngày 21 tháng 11 năm 1968, một vài tuần sau khi đơn ly dị của Lennon với Cynthia được chấp thuận.

### Bed-Ins và các sự hợp tác ban đầu khác

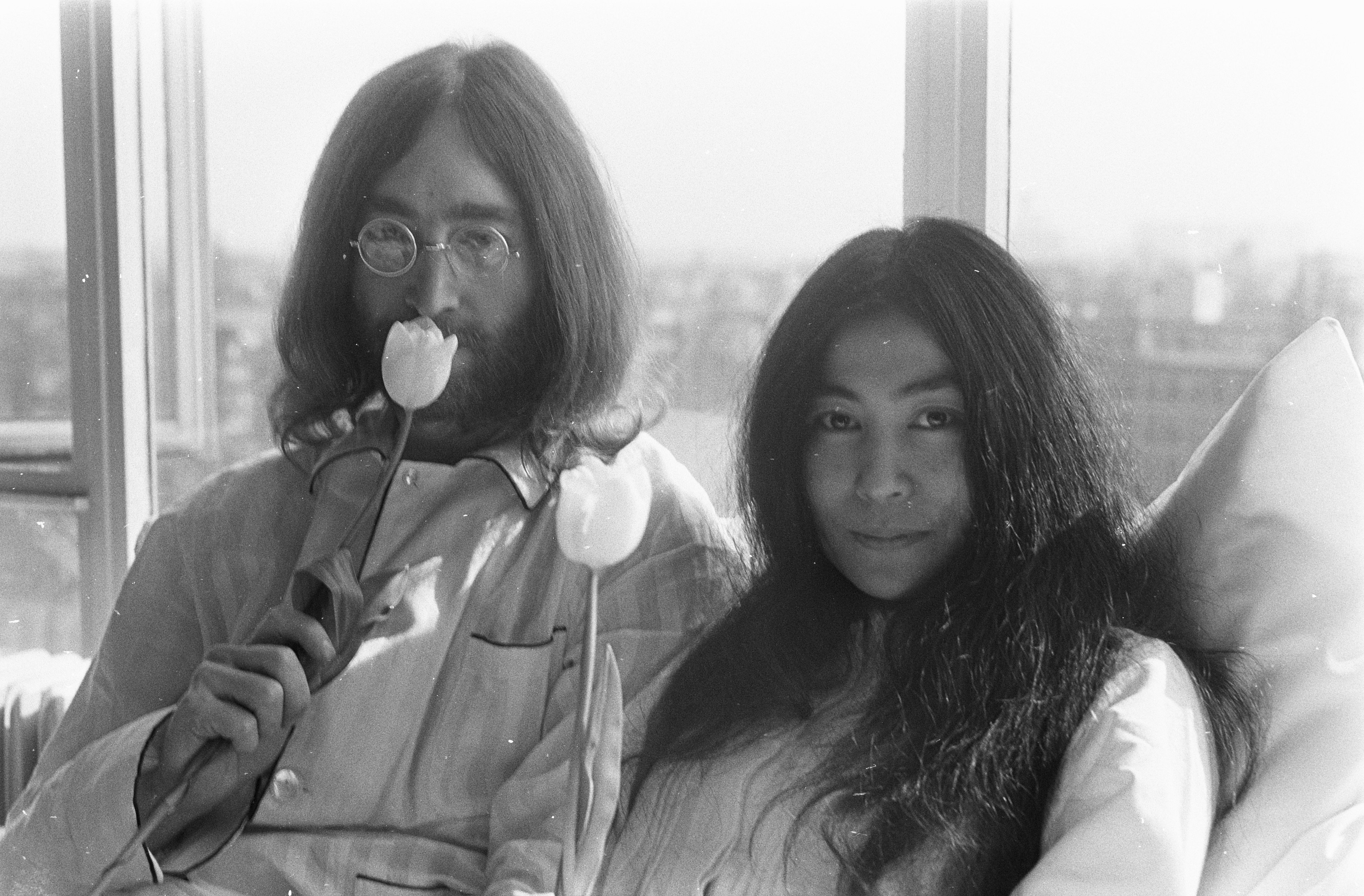
Lennon và Ono tại Bed-In tại Hilton Amsterdam, tháng 3 năm 1969

Trong hai năm cuối cùng của The Beatles, Lennon và Ono đã tạo ra và tham dự các cuộc cuộc biểu tình công khai của riêng họ chống lại Chiến tranh Việt Nam. Vào ngày 20 tháng 3 năm 1969, họ kết hôn tại văn phòng đăng ký ở Gibraltar và trải qua tuần trăng mật ở Amsterdam, vận động với một ý tưởng Bed-In vì Hòa bình kéo dài một tuần. Họ đã lên kế hoạch cho một Bed-In khác ở Mỹ, nhưng bị từ chối nhập cảnh vào nước này. Thay vào đó, họ tổ chức một buổi diễn khác tại khách sạn Queen Elizabeth ở Montreal, nơi họ đã thu âm bài "Give Peace a Chance".
Lennon sau đó đã nói về sự hối tiếc của mình về việc cảm thấy "tội lỗi đến mức cho McCartney là đồng tác giả trong đĩa đơn độc lập đầu tiên của tôi thay vì đưa nó cho Yoko, người đã thực sự viết nó cho tôi." Cặp đôi thường kết hợp vận động với nghệ thuật trình diễn, như trong " bagism ", lần đầu tiên được giới thiệu trong một cuộc họp báo ở Vienna, nơi họ châm biếm định kiến và rập khuôn bằng cách đeo túi trên toàn bộ cơ thể. Lennon đã trình bày chi tiết về giai đoạn này trong bài hát " The Ballad of John and Yoko " của The Beatles.
Trong buổi họp báo tại Amsterdam, Yoko cũng gây tranh cãi trong cộng đồng người Do Thái khi tuyên bố trong cuộc họp báo "Nếu tôi là một cô gái Do Thái thời Hitler, tôi sẽ tiếp cận anh ta và trở thành bạn gái của anh ta.Sau 10 ngày trên giường,anh ta sẽ đến với cách suy nghĩ của tôi. Thế giới này cần giao tiếp.Và làm tình với nhau cũng là một cách tuyệt vời để giao tiếp. " Người ta đã thừa nhận rằng một số Đức quốc xã, bao gồm cả "Đệ nhất phu nhân" Magda Goebbels, đã có lúc trong đời họ có những người yêu là người Do Thái.
Lennon đã thay đổi tên của mình bằng cuộc thăm dò ý kiến vào ngày 22 tháng 4 năm 1969, chuyển bỏ Winston và lấy Ono làm tên đệm. Mặc dù anh ta đã sử dụng tên John Ono Lennon sau đó, các tài liệu chính thức gọi anh ta là John Winston Ono Lennon, vì anh ta không được phép thu hồi một cái tên được sinh ra. Cặp đôi định cư tại Công viên Tittenhurst tại Sunninghill, Berkshire, phía đông nam nước Anh. Khi Ono bị thương trong một tai nạn xe hơi, Lennon đã sắp xếp một chiếc giường cỡ lớn để được đưa đến phòng thu khi anh làm việc trong album thu âm cuối cùng của Beatles, Abbey Road.
Hai nghệ sĩ đã hợp tác trong nhiều album, bắt đầu từ năm 1968 khi Lennon vẫn còn là một phần của nhóm The Beatle, với Unfinished Music No. 1: Two Virgins, một album gồm các bản phối nhạc thử nghiệm. Cùng năm đó, cặp đôi đã đóng góp một tác phẩm thử nghiệm cho Album Trắng có tên " Revolution 9 ". Cũng trong Album Trắng, Ono đã đóng góp những giọng hát ủng hộ trong "Birthday", và một dòng giọng hát chính trong "The Continuing Story of Bungalow Bill". Phần sau đánh dấu dịp duy nhất trong các bản thu âm của The Beatles, trong đó một người phụ nữ nào đó là giọng hát chính.